# 3312-es busz
A 3312-es jelzésű regionális autóbusz Balassagyarmat, autóbusz-állomás és Nógrádmarcal, községháza között közlekedik Szügyön keresztül. A járatot a Volánbusz Zrt. üzemelteti.
A vonalon csak hétköznapozta járnak buszok. Pár járatnak Nógrádmarcal, községháza helyett Szügy, nógrádmarcali elágazásban van a végállomása, illetve egy járat Szügy, Magna Car Top Systems Kft. betéréssel közlekedik.

## Megállóhelyei
| 0  | Balassagyarmat, autóbusz-állomás                            | 19 | 1A, 2C, 4, 6, 6A, 8, 8A, 9A, 9B, 3314 460 1010, 1011, 1012, 1013, 1306, 1308, 3080, 3081, 3305, 3312, 3313, 3315, 3322, 3336, 3340, 3342, 3343, 3344 | Balassagyarmat autóbusz-állomás Tesco áruház  |
| 4  | Balassagyarmat, vasútállomás bejárati út Benczúr Gyula utca | 15 | 2, 2C, 3B, 7, 7A, 7B, 7D, 3314 460 1306, 1308, 3081, 3315, 3318, 3320, 3321, 3322, 3325, 3326, 3329                                                  |                                               |
| 6  | Balassagyarmat, nyírjesi elágazás Kis posta                 | 14 | 2, 2C, 3, 3B, 3C, 7, 7A, 7B, 7D, 3314 460 1306, 1308, 3081, 3315, 3318, 3320, 3321, 3322, 3325, 3326, 3329                                           | Balassagyarmat 2. sz. posta                   |
| 8  | Balassagyarmat, Volán telep                                 | 12 | 2C, 6, 6A, 8A, 8C 460 1306, 1308, 3081, 3315, 3318, 3320, 3321, 3322, 3325, 3326, 3329                                                               | autóbuszgarázs                                |
| 10 | Balassagyarmat, MAHLE                                       | 10 | 2C, 6, 6A, 8A 460 1306, 1308, 3081, 3315, 3318, 3320, 3321, 3322, 3325, 3326, 3329                                                                   | MAHLE Compressors Hungary Kft.                |
| 13 | Szügy, ZOLLNER Kft.                                         | 8  | 460 1306, 1308, 3315, 3318, 3320, 3321, 3325, 3326, 3329                                                                                             | ZOLLNER Elektronik Gyártó és Szolgáltató Kft. |
| 15 | Szügy, nógrádmarcali elágazás                               | 7  | 460 1306, 1308, 3313, 3315, 3318, 3320, 3321, 3325, 3326, 3329                                                                                       |                                               |
| 17 | Szügy, vasútállomás bejárati út                             | 6  | 3313 |                                               |
| 23 | Nógrádmarcal, Szügyi út 37.                                 | 2  | 3313 |                                               |
| 25 | Nógrádmarcal, községháza                                    | 0  | 3308, 3313 |                                               |